# Angela Steinbach
Angela Steinbach (n. 31 martie 1955, Kleve, Republica Federală Germania, Germania) este o înotătoare germană, medaliată olimpică. A participat la o ediție a Jocurilor Olimpice (1972) în care a câștigat o medalie de bronz.

## Participări
Lista de mai jos prezintă principalele competiții la care a participat Angela Steinbach de-a lungul carierei.
- swimming at the 1972 Summer Olympics – women's 4 × 100 metre freestyle relay[*]